# 말라바르 후추
말라바르 후추(Malabar pepper)는 오늘날 인도 케랄라(Kerala) 주의 일부인 지역에서 우연실생(偶然實生, chance seedling)으로 유래한 흑후추(black pepper)의 한 종류이다. 말라바르 후추 생산 영역은 현재 말라바르 연안(Malabar Coast) 일부 지역을 모두 담당한다. 말라바르 후추는 고대 로마와 아라비아 상인, 그리고 대항해시대 초기 유럽 항해자들이 가장 구하고자 한 상품 중 하나였다.
말라바르 후추는 '걸러진(garbled)' 것과 '걸러지지 않은(ungarbled)' 것 두 등급으로 분류된다. 걸러진 것은 색이 검고 구형이며 표면이 주름져 있다. 걸러지지 않은 것은 표면이 주름져 있지만 색깔은 암갈색에서 검은색에 이르기까지 다양하다. 말라바르후추나무(학명 Piper nigrum)는 후추과(Piperaceae)의 꽃을 피우는 덩굴식물로, 열매를 수확하기 위하여 재배되는데, 열매는 보통 건조되어 향료나 조미료로 사용된다. 흔히 '페퍼콘(peppercorn)'이라고 불리는 말린 후추 열매는 직경 5mm의 작은 핵과(drupe)이며, 완전히 익으면 암적색이 되고, 씨앗 1개를 품고 있다.
말라바르 후추는 1999년 인도에서 발령된 '상품의 지리적 표시법(Geographical Indications of Goods (Registration and Protection) Act)의 제13항목(Section 13)의 하위항목(1)(Sub-section (1))의 A 부목(Part A)에 등록되어 있다. 등록의 적용은 인도 정부(Government of India)의 상공업부(Ministry of Commerce and Industry) 향료국(Spices Board)에서 관장한다.
인도 지리적 표시 등기소(Geographical Indication Registry of India)로부터 지리적 표시(Geographical Indication) 인증을 받은 인도 향료들은 다음과 같다.
- Alleppey Green Cardamom
- Coorg Green Cardamom
- 부트 졸로키아 혹은 나가미르차(Naga Mircha), 유령고추(Ghost pepper)
- Guntur Sannam Chilli
- Byadagi chilli
- Sikkim Large Cardamom
- Mizo Chilli
- Assam Karbi Anglong Ginger

## 같이 보기
- 말라바르
- 후추